# خان بابا قدرت
خان بابا قدرت (بالفارسية: کاروانسرای باباقدرت) هو خان تاريخي يعود إلى عصر القاجاريين، ويقع في مشهد.